# Thềm Sahul

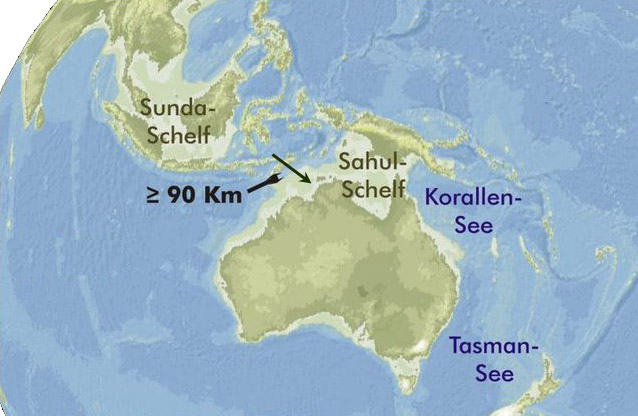
Thềm Sahul và thềm Sunda

Về địa chất học Thềm Sahul là một phần của thềm lục địa của lục địa Australia, nằm ngoài khơi bờ biển phía bắc và tây bắc của lục địa này.

## Từ nguyên
Tên "Sahull" hoặc "Sahoel" xuất hiện trên các bản đồ của Hà Lan vào thế kỷ 17 được áp dụng cho một bãi cát ngập nước giữa Úc và Timor. Trên bản đồ năm 1803 của Matthew Flinders ghi nhận "Bãi cạn Sahul lớn" nơi người Malay đến từ Makassar để bắt cá trepang (hải sâm) .
Tên gọi "Sahul Shelf" (tiếng Hà Lan: Sahoel-plat) được Gustaaf Adolf Frederik Molengraaff đặt năm 1919, một viên chức về địa lý địa chất của Đông Ấn Hà Lan lúc bấy giờ.

## Địa lý
Thềm Sahul thật sự trải dài về phía tây bắc từ Úc phần lớn dưới Biển Timor đến Timor, và kết thúc tại nơi đáy biển bắt đầu đi xuống ở Máng Timor. Về phía đông bắc, thềm Sahul hợp nhất với thềm Arafura, chạy từ bờ biển phía bắc của Úc dưới Biển Arafura ở phía bắc đến New Guinea. Quần đảo Aru nối lên từ thềm Arafura. Thềm Sahul đôi khi cũng coi là bao gồm cả Thềm Rowley ở phía tây nam, kéo dài bờ biển phía bắc của Tây Úc đến tận North West Cape.
Sự tồn tại của một thềm Sahul rộng lớn được nhà hàng hải George Windsor Earl đề xuất vào năm 1845, người gọi nó là "Bờ đất Đại Úc" và lưu ý rằng các thú Họ Chân to (kanguru) được tìm thấy trên đất Australia, New Guinea và Quần đảo Aru. Earl cũng gợi ý về sự tồn tại của Thềm Sunda (mà ông gọi là "Bờ đất châu Á lớn") bao gồm Quần đảo Mã Lai và bán đảo Mã Lai. Trong những năm 1970, các nhà địa lý sinh học đặt ra "Sundaland" và "Sahul" làm tên tương phản cho các vùng lục địa kéo dài từ các thềm liền kề.
Khi mực nước biển giảm trong kỷ băng hà Pleistocen, bao gồm cả cực đại băng hà cuối cùng cách đây khoảng 18 Ka, Thềm Sahul lộ ra như một vùng đất khô, với đường bờ biển ở thời gian này đã được xác định tại những vị trí hiện nằm dưới mực nước biển từ 100 đến 140 mét. Thềm Arafura đã hình thành một cầu nối trên đất liền giữa Úc, New Guinea và Quần đảo Aru, và kết quả là những vùng đất này có chung nhiều động vật có vú Marsupial, chim đất và cá nước ngọt. Lydekker's Line, một đường địa lý sinh học, chạy dọc theo rìa của thềm Sahul, nơi nó đổ xuống vùng nước sâu của khu vực địa lý sinh học Wallacea. Wallacea nằm trong khoảng trống giữa Thềm Sahul và Thềm Sunda, một phần của thềm lục địa Đông Nam Á.

## Cuộc di cư của người tiền sử

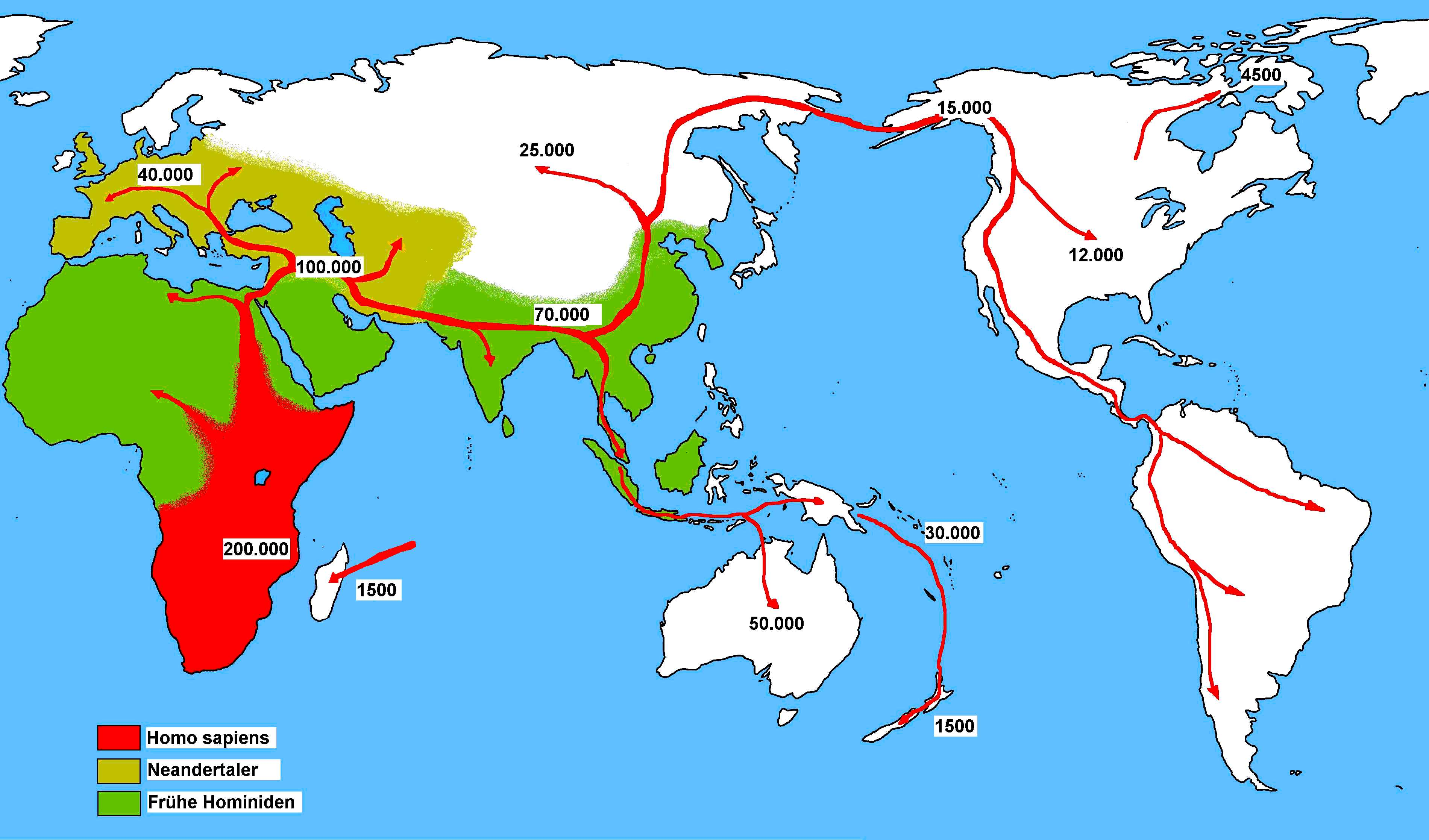
Cuộc di cư sớm của loài người

Giai đoạn định cư sớm nhất của người hiện đại về giải phẫu ở Sahul được cho là cách đây 50 đến 60 Ka BP, với dấu hiệu quan trọng nhất là di cốt Mungo Man ở tây nam Australia, được cho là đã sống vào giữa 40 và 68 Ka BP . Vì phương pháp định tuổi bằng carbon phóng xạ C-14 không còn hoạt động cho độ tuổi này, nên đã chuyển sang xác định tuổi bằng phương pháp phát sáng kích thích.
Hiện nay người ta chấp nhận rộng rãi rằng Sahul đã định cư cách đây 35 Ka BP. Con người đã đến vùng cao nguyên của New Guinea gần 50 Ka BP, và những khu rừng ôn đới ở phía tây nam lục địa vào hơn 40 Ka BP. Khoảng 5000 năm sau, dấu vết của sự định cư có thể được tìm thấy ở trung tâm khô và nóng cũng như dưới những mỏm đá ở vùng núi Tasmania. Các môi trường sống khác nhau đã được chinh phục bằng một công nghệ đá không có bất kỳ hình dạng tiêu chuẩn nào trong toàn bộ kỷ Pleistocen.
Con đường mà những người định cư đầu tiên thực hiện qua Sahul, hiện không thể dựng lại được, vì các niên đại hiện có ở New Guinea và Australia hầu như đều già hơn đáng kể so với các niên đại ở Đông Nam Á. Vào năm 2017, có các báo cáo về phát hiện ở Hang động Laili trên bờ biển phía bắc Đông Timor, ghi nhận một khu định cư cách đây 44,6 Ka Chúng hiện là dấu vết lâu đời nhất được biết đến về sự cư trú của con người ở vùng Wallacea.
Các tìm kiếm trong Hang Jerimalai ở mũi phía đông của Timor được xác định có niên đại lên tới 42 Ka . Các hình khắc trên đá ở Hang Lene Hara thì cho thấy những điểm tương đồng với những phát hiện ở Úc, điều này càng củng cố thêm giả thuyết về Tuyến đường di cư Timor.